# Curtonotidae
Curtonotidae zijn een familie uit de orde van de tweevleugeligen (Diptera), onderorde vliegen (Brachycera). Wereldwijd omvat deze familie zo'n 3 genera en 65 soorten.